# Chu Shong Tin
 (juillet 2018).
Si vous disposez d'ouvrages ou d'articles de référence ou si vous connaissez des sites web de qualité traitant du thème abordé ici, merci de compléter l'article en donnant les références utiles à sa vérifiabilité et en les liant à la section « Notes et références ».
Chu Shong Tin (chinois : 徐尚田) était un pratiquant d'art martiaux et maître de wing chun. Il faisait partie des premiers élèves du cercle proche de Yip Man à son arrivée à Hong-Kong dans les années 1950, tout comme Lok Yiu et Leung Sheung. Il était surnommé le "roi de Siu lim tao" : il insistait en effet énormément sur la première forme en expliquant qu'elle était la plus importante fondation du style.

## Biographie
Chu Shong Tin est né en 1933 au Guangdong en Chine qu'il quitte en 1949 pour Hong-Kong. Il a rencontré Yip Man en travaillant comme secrétaire  à la Restaurant Workers Union de Kowloon en 1950. Ce dernier venait d'ouvrir sa première classe depuis environ 4 mois : se contentant d'abord d'observer, il demanda à Yip Man s'il pouvait devenir son disciple sous les conseils de ses ainés Leung Sheung et Lok Yiu. Il emménagea sur place pour vivre 5 années avec son maître et deviendra un de ses principaux instructeurs.
Il commencera à enseigner de manière officielle en 1964 en ouvrant sa propre école de wing chun dans le Four Five Six Building sur Nathan Road. Il transmettra jusqu'à la fin de sa vie sa compréhension des fondations du style. 
Il meurt le 28 juillet 2014.